# 풍로

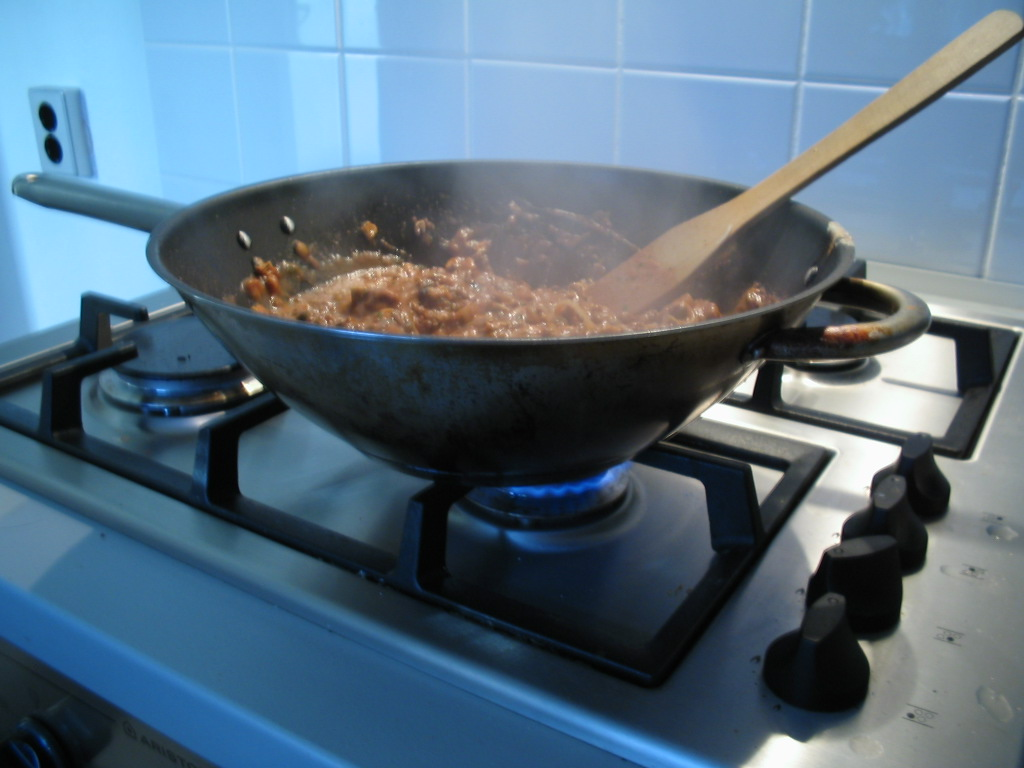
가스 곤로를 점화한 다음, 조리하고 있는 상태를 가진 조리 기구의 모습.

풍로(風爐)는 석유, 가스, 연탄 등으로 취사를 하는 취사 장치이며, 난방 용품도 널리 쓰인다. 그래서 현재의 가스레인지의 조상 격이자 아궁이의 후속 취사 기구라고 표현된다. 통상적으로 볼 때 풍로는 일본식 표현인 곤로(일본어: 焜炉)라고 표현된다. 그러나 1950년대 당시에 일본에서 개발하였던 원형의 제품과 동일하나 모양새는 가스레인지와 비슷하다. 그래서 현재 대한민국에서는 풍로를 사용하고 있는 곳은 거의 없다. 그 이유는 각 가정이나 사무실 등에서 하나하나씩 퇴출하게 된 상태가 지속되어 있어, 도시가스와 액화석유가스 등으로 빠르게 대체됨에 따라 도입 수량이 매우 저조되었기 때문이다. 그 외에도 난방을 전문적으로 쓰이고 있는 연료인 난로 또는 스토브를 쓰는 경우도 역시 풍로에 해당된다. 하지만 레저나 여행 등 캠핑 용품에서는 풍로가 아직도 인기가 있다. 또한 영어권에서는 키친 스토브(Kitchen Stove)라고 표현하게 되니까, 이 기구는 아궁이나 가스레인지와는 별개의 조리 기구로 분류된다.

## 같이 보기
- 조리
- 요리
- 난로 (스토브)
- 아궁이